# منطقه ۱۰ شهرداری شیراز
منطقه ۱۰ شهرداری شیراز با توجه به اضافه شدن دو شهرک گویم و دوکوهک به این شهر، تشکیل شده‌است.

## مناطق
براساس تقسیمات جدید، شهرک‌های آرین، گلستان، بهشتی، بزین، گلدشت حافظ،قصرقمشه و محدوده غربی کمربندی شمال باختری شیراز، جزو منطقه ۱۰ شهرداری قرار گرفته‌است. ساختمان اصلی این منطقه نیز در گلدشت حافظ واقع شده‌است. ساختمان ناحیه یک منطقه ۱۰ در شهرک گویم می‌باشد.

## جمعیت
جمعیت این محدوده در سال ۱۳۷۸ حدود ۲۵۰/۳۸ نفر بوده‌ است که درافق طرح بالغ بر۹۰۰/۱۹۴ نفر در این محدوده ساکن خواهند بود. آخرین میزان میانگین حدودی جمعیت موجود منطقه بشرح ذیل است با ۴۰٪واگذاری مناطق ۴و۵ شهرداری شیراز در حال حاضر ۱۷۱۶۲۸ نفر تخمین زده شود.

## فضای سبز
| ردیف | نام پارک        | نوع پارک | متراژ (هکتار) | آدرس                    |
| ---- | --------------- | -------- | ------------- | ----------------------- |
| ۱    | وحدت            | شهری     | ۸۰۰۰۰         | بولوار حسینی الهاشمی    |
| ۲    | انتظار۵         | منطقهای  | ۱۳۰۰۰         | بولوار دکتر حسابی       |
| ۳    | چشمه جوشک       | ناحیه ای | ۱۵۰۰۰         | قصر قمشه                |
| ۴    | کوهنورد         | منطقهای  | ۵۰۰۰          | حاشیه کمربند کوهنورد    |
| ۵    | فردوس           | محلهای   | ۲۰۰۰          | گلستان                  |
| ۶    | نور۵            | محلهای   | ۱۴۴۹          | گلستان                  |
| ۷    | آلاله           | محلهای   | ۲۱۶۵          | گلستان                  |
| ۸    | انتظار۱         | منطقه ای | ۲۰۵۴۰         | بولوار دکتر حسابی       |
| ۹    | انتظار۲         | منطقه ای | ۲۸۳۶۰         | بولوار دکتر حسابی       |
| ۱۰   | انتظار۳         | منطقه ای | ۱۵۰۰۰         | بولوار دکتر حسابی       |
| ۱۱   | انتظار۴         | منطقه ای | ۱۲۵۰۰         | بولوار دکتر حسابی       |
| ۱۲   | بوستان امام رضا | محله ای  | ۱۵۵۰۰         | شهرک بهشتی              |
| ۱۳   | بوستان نشاط     | محله ای  | ۳۲۰۰          | شهرک بهشتی              |
| ۱۴   | آفرینش          | ناحیه ای | ۱۸۰۰۰         | بلوار آفرینش            |
| ۱۵   | مشتاق           | محله ای  | ۲۵۰۰          | خ صفا                   |
| ۱۶   | فاطمی           | منطقه ای | ۷۵۰۰          | صنایع                   |
| ۱۷   | صدا و سیما      | محله ای  | ۵۵۰۰          | شهرک صدا و سیما         |
| ۱۸   | آرین            | محله ای  | ۲۲۰۰          | شهرک آرین               |
| ۱۹   | نینوا           | همسایگی  | ۷۵۰           | خ شهید زارعی شهرک باهنر |
| ۲۰   | باهنر           | محله ای  | ۳۳۰۰          | شهرک باهنر              |
| ۲۱   | شهدای گمنام     | ناحیه ای | ۱۰۰۰۰         | خ تلاش شهرک استقلال     |
| ۲۲   | صبا             | منطقه ای | ۱۷۵۰۰         | بلوار صبا شهرک گلستان   |
| ۲۳   | آهار            | محله ای  | ۴۵۰۰          | شهرک گلستان             |
| ۲۴   | چشمه            | محله ای  | ۳۰۰۰          | شهرک گلستان             |
| ۲۵   | علامه امینی۳۳   | محله ای  | ۲۵۰۰          | شهرک گلستان             |
| ۲۶   | علامه امینی۱۵   | محله ای  | ۲۵۰۰          | شهرک گلستان             |
| ۲۷   | دهخدا           | محله ای  | ۲۰۰۰          | شهرک گلستان             |
| ۲۸   | موج             | محله ای  | ۱۸۰۰          | شهرک گلستان             |
| ۲۹   | تعاون           | محله ای  | ۱۷۰۰          | شهرک گلستان             |
| ۳۰   | نیروی انتظامی   | محله ای  | ۳۰۰۰          | شهرک گلستان             |
| ۳۱   | ۱۶دهخدا         | محله ای  | ۱۸۳۱          | شهرک گلستان             |
| ۳۲   | دلواری          | محله ای  | ۱۵۲۵          | شهرک گلستان             |
| ۳۳   | علوی            | محله ای  | ۱۸۰۰          | شهرک گویم               |
| ۳۴   | شهدای گویم      | ناحیه ای | ۳۷۰۰۰         | شهرک گویم               |
| ۳۵   | قمشه            | محله ای  | ۲۰۰۰          | شهرک قمشه               |
| ۳۶   | نهر اعظم        | منطقه ای | ۲۷۰۰۰         | کمربندی جوادیه          |
| ۳۷   | صنوبر           | محله ای  | ۱۲۰۰۰         | بلوار پیام نور          |

## درمانگاه
| ردیف | درمانگاه                 | آدرس                  |
| ---- | ------------------------ | --------------------- |
| ۱    | درمانگاه بوستان          | پارک صبا              |
| ۲    | درمانگاه ایران زمین      | شهرک گلستان میدان اول |
| ۳    | مرکز بهداشت شهید میرزایی | شهرک بهشتی            |
| ۴    | مرکز بهداشت فاطمه الزهرا | شهرک قصرقمشه          |

## دانشگاه
- دانشگاه پیام نور در شهرک گلستان – خیابان پیام نور
- دانشگاه علمی و کاربردی شهرداریهای شیراز در شهرک گلستان بلوار دهخدا خیابان گل سرخ
- دانشگاه آزاد سماء در شهرک گلستان خیابان آبشار جنب پارک کوهستانی